# Ibiza (песня The Prodigy)
«Ibiza» — двадцать четвёртый сингл британской группы The Prodigy. Он был выпущен на официальном канале группы на YouTube в марте 2015 года как сингл с их шестого альбома The Day Is My Enemy. В песне принял участие английский хип-хоп-дуэт Sleaford Mods.

## Содержание
Эта песня — нападение на культуру суперзвёзд диджеев. Лиам Хоулетт объяснил: «Мы выступали на Ибице, и я не большой поклонник этого места, но это нападение не на остров, а на этих безмозглых чёртовых шутников, которые прилетают на своих Learjet, достают из карманов флешки, подключают их и машут руками под запрограммированный микс».
Песня была выпущена ограниченным тиражом на светящемся в темноте виниле в День музыкального магазина 2015 года.

## Треклист
| №  | Название | Длительность |
| -- | -------- | ------------ |
| 1. | «Ibiza»  | 2:46         |

| №  | Название               | Длительность |
| -- | ---------------------- | ------------ |
| 1. | «Ibiza»                | 2:46         |
| 2. | «Ibiza» (Инструментал) | 2:46         |

## Чарты
| Чарт (2015)               | Пиковая позиция |
| ------------------------- | --------------- |
| UK Physical Singles (OCC) | 25              |